# Ctenophthalmus hottentotus
Ctenophthalmus hottentotus är en loppart som beskrevs av Hastriter 2001. Ctenophthalmus hottentotus ingår i släktet Ctenophthalmus och familjen mullvadsloppor. Inga underarter finns listade i Catalogue of Life.